# بوب فلانيجان
بوب فلانيجان (بالإنجليزية: Bob Flanigan)‏ هو عازف جاز ومغني أمريكي، ولد في 22 أغسطس 1926 في غرينكاسل في الولايات المتحدة، وتوفي في 15 مايو 2011 في لاس فيغاس في الولايات المتحدة.

## وصلات خارجية
- بوب فلانيجان على موقع ميوزك برينز (الإنجليزية)
- بوب فلانيجان على موقع أول ميوزيك (الإنجليزية)
- بوب فلانيجان على موقع ديسكوغز (الإنجليزية)